# District Riga
Het district Riga (Rīgas rajons) is een voormalig district in het midden van Letland. Het district lag rondom de hoofdstad Riga, die wel het bestuurscentrum was, maar als zelfstandig stadsdistrict (lielpilsētas) zelf niet tot het district behoorde.
Het district werd opgeheven bij de administratief-territoriale herziening in 2009. Er woonden toen ongeveer 173.000 in het district (exclusief de stad Riga); de oppervlakte bedroeg 3058 km².
Bij de opheffing zijn op het gebied van het district de volgende gemeenten gevormd:
- Ādažu novads
- Babītes novads
- Carnikavas novads
- Garkalnes novads
- Inčukalna novads
- Krimuldas novads
- Ķekavas novads
- Mālpils novads
- Mārupes novads
- Olaines novads
- Ropažu novads
- Salaspils novads
- Saulkrastu novads
- Sējas novads
- Siguldas novads
- Stopiņu novads.